# Петросян, Алвард Бардуховна
Алвард Бардуховна Петросян (арм. Ալվարդ  Պետրոսյան; 4 октября 1946, Ереван — 10 марта 2022, Ереван) — депутат парламента Армении, филолог, писатель, публицист. Награждена медалью «Маршал Баграмян». Дочь Национального героя Франции Бардуха Петросяна. Заслуженный деятель культуры Республики Армения (2007).

## Краткие биографические данные
- 1963—1968 — Ереванский государственный университет.
- 1969—1975 — редактор на гостелерадио Армении.
- 1975—1979 — работала в журнале «Айастани ашхатаворуи» («Труженица Армении»).
- 1980—1981 — работала в комитете по культурным связям с зарубежными армянами.
- 1982—1990 — заместитель главного редактора литературно-художественного журнала «Советакан граканутюн» («Советская литература»).
- 1990—1994 — главный редактор еженедельника «Арагаст» («Парус»).
- 1994—1998 — председатель регионального правления Союза армянской помощи Армении.
- С 1998 — член центрального правления Союза армянской помощи Армении.
- 1999—2003 — депутат парламента. Член постоянной комиссии по социальным вопросам, по вопросам здравоохранения и охраны природы. Член фракции «АРФД».
- 2003—2007 — депутат парламента. Член постоянной комиссии по социальным вопросам, по вопросам здравоохранения и охраны природы. Член фракции «АРФД».
- 2007—2012 — депутат Национального собрания Армении. Член партии «АРФД».

## Семья
Муж — народный артист Армении Лоренц Арушанян, сын — художник Нарек Арушанян, двое внуков.

## Награды
- Орден Почёта (3 сентября 2011 года) — по случаю 20-летия независимости Республики Армения, за выдающиеся творческие достижения в области культуры и искусства[2].
- Медаль «Маршал Баграмян».
- Заслуженный деятель культуры Республики Армения (2007 год).